# Multa

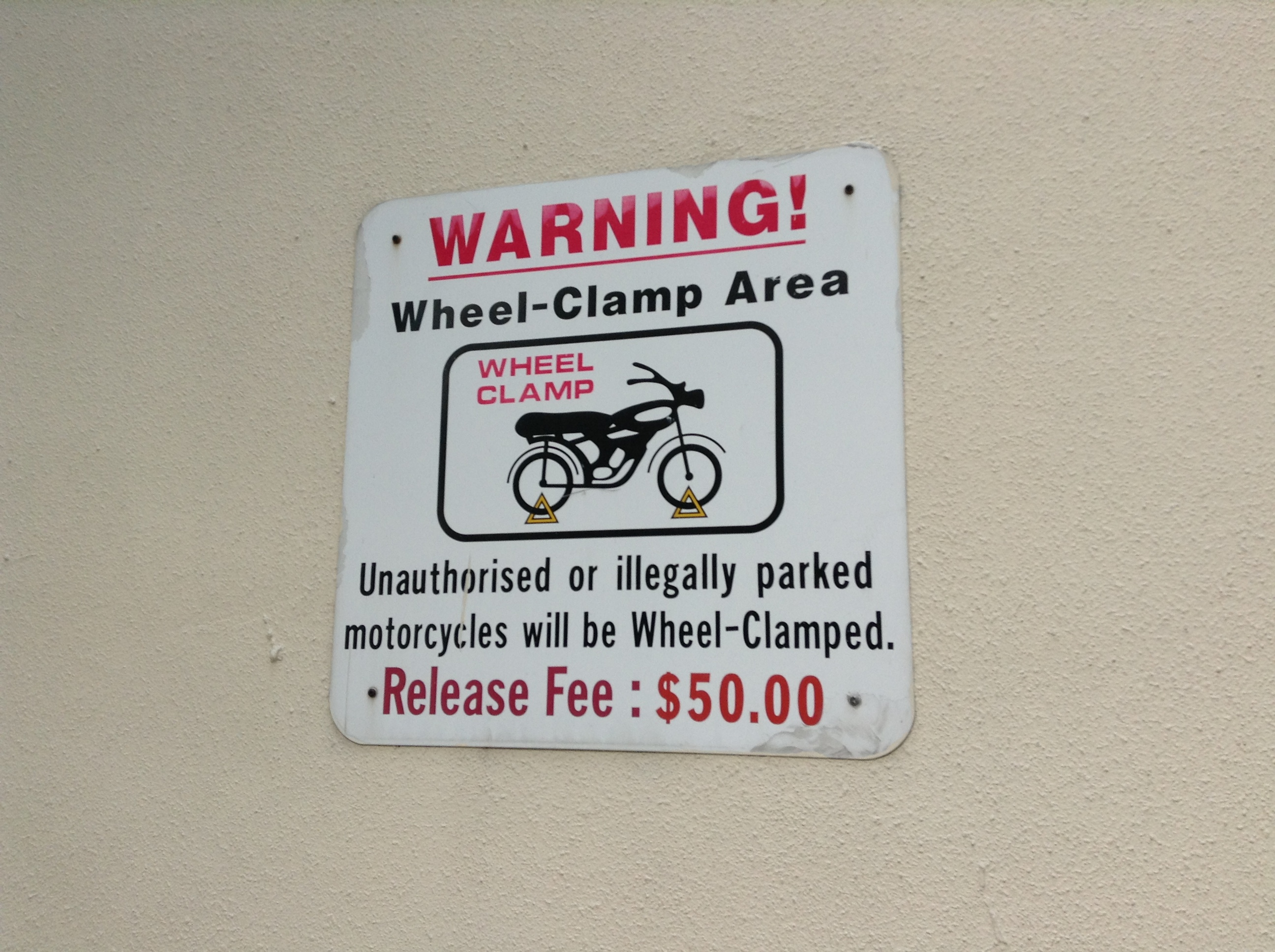
Una señal de advertencia de la Fuerza de Policía de Singapur que indica que los infractores pagan $50.00 si se descubre que hay vehículos ilegalmente en el área.

Una multa (del latín multa) o multa pecuniaria es la sanción administrativa o penal consistente en un pago en dinero, a veces expresado como días de multa (cuando su pago redime la reclusión por el número correspondiente de días).
Se denomina multa coercitiva a la que se reitera por plazos determinados si no se paga.
Una vez dictado un acto administrativo que establezca una obligación personal frente al incumplimiento por parte de la persona obligada, la administración puede tomar diversas medidas: ejecución subsidiaria, multa coercitiva, compulsión sobre las personas, y la más general y utilizada: el apremio sobre el patrimonio.
En España, el artículo 99 de la Ley 30/1992, de 26 de noviembre, sobre el régimen jurídico de las administraciones públicas y del procedimiento administrativo común, dispone que si en virtud de acto administrativo se hubiere de satisfacer cantidad líquida se seguirá el procedimiento previsto en las normas reguladoras del procedimiento recaudatorio en vía ejecutiva. O sea, es la propia administración pública, sin intervención de los tribunales de justicia, la encargada del cobro de las deudas pecuniarias, llegando, si procede, al embargo de cuentas corrientes o bienes del apremiado. El procedimiento concreto está regulado en el Reglamento General de Recaudación.
La manera de determinar del monto de una multa es uno de los temas que forman parte del estudio de la teoría para el cumplimiento de las leyes (The theory of public enforcement of law). Esta teoría analiza y explica desde un enfoque de política pública, cuáles son las consideraciones que debe tener el Estado para hacer más efectivo el cumplimiento de las normas que emite, siendo la imposición de multas una de las principales herramientas llamadas a mejorar el cumplimiento de las leyes.[cita requerida]

## Evolución histórica
Si bien en la ley del Talión (1790 a. C.) ya se establecían sanciones en las que se apreciaba el criterio de proporcionalidad entre el daño ocasionado por el infractor y el castigo que se le debe imponer, los primeras consideraciones sobre la forma en que deben determinarse las sanciones datan del siglo XVIII, en las publicaciones elaboradas por el jurista y filósofo italiano Cesare Beccaria, autor del texto “De los delitos y de las penas”, publicado en 1764[1]. En la obra se puede destacar primero la importancia de que los delitos y las sanciones deban estar apropiadamente regulados (vale decir que las infracciones y castigos estén claramente definidos), siendo también relevante que exista proporcionalidad entre el crimen cometido y el castigo que se ha de imponer, además de resaltar que se debe procurar que la aplicación de la pena sea lo más pronto posible, es decir, que la justicia llegue de forma oportuna.
Otro autor igualmente importante es el filósofo y economista inglés Jeremy Bentham, quien probablemente sea el autor que más publicaciones aportó al concepto de sanción, en su obra An introduction to the Principles of Morals and Legislation[2] publicada en 1789. Destaca en su análisis la importancia o eficacia que debe poseer el Derecho para el cumplimiento de las leyes, en tal sentido el autor considera que las sanciones son la principal fuente motivadora de la conducta que adoptan los seres humanos, en consecuencia una persona actuará conforme con las normas jurídicas dependiendo de los premios o castigos que se deriven de dicha conducta (enfoque utilitarista). El aporte de Bentham radica en pensar en la sanción como un aspecto que debe generar disuasión, debiendo estar en la medida de la gravedad de los daños causados a la sociedad.
Es el economista norteamericano Gary Becker (1968)[3], quien sienta las bases para el tratamiento económico de las multas, destinándole a la determinación de sanciones mayor rigor científico. Para Becker, desde una perspectiva microeconómica, existe una racionalidad que motiva a las personas a infringir la ley, este supuesto considera que quien lo hace, contrapesa los posibles beneficios versus las sanciones que podría recibir por quebrantar la ley, además de la posibilidad que este castigo se haga efectivo. En tal sentido, los incumplimientos serán más frecuentes en la medida que las personas estimen que las sanciones tienen montos relativamente menores y/o perciben que existe una baja capacidad de detección por parte del Estado, por lo que finalmente una persona, una vez realizado este análisis, incumplirá en la medida que le reporte un beneficio neto.
Becker considera que la solución no está únicamente en generar disuasión, sino que mediante el análisis económico se debe hacer frente a un problema de asignación de recursos, en donde el Estado tiene como variables de decisión: el definir cuánto gastará en hacer efectivos los castigos (es decir los costos de supervisión y condena a los infractores), establecer la cuantía del castigo (por ejemplo, el monto de la multa o el tiempo en prisión) y la forma del mismo (amonestación, comiso, multa, encarcelamiento, entre otros). El autor resalta la importancia de las multas por sobre las otras variables de decisión, dado que comparativamente su imposición demanda menos costos.
De los desarrollos posteriores basados en el análisis de Becker destacan los profesores de la Universidad de Stanford Mitchell Polinsky y Steven Shavell[4], quienes consideran que la disuasión de conductas ilícitas no solo debería depender de la ganancia que puedan tener los infractores, sino que también deberían asociarse al daño que generan. Por lo tanto, la multa considerará el daño causado o la ganancia que obtiene el infractor. Asimismo, los autores concluyen que la manera adecuada de disminuir la comisión de ilícitos es por intermedio de la aplicación de sanciones monetarias en una primera instancia, para pasar luego a la imposición de sanciones no monetarias dado que estas últimas su aplicación es más costosa.

## Marco teórico vigente
Partiendo de la fórmula propuesta de Becker se debe considerar:
El beneficio ilícito o beneficio ilícito esperado (B) es la cuantificación del ingreso que recibe o espera recibir un agente infractor por incumplir una obligación, es decir, es la ganancia esperada por el agente al evadir y/o retrasar las inversiones o gastos necesarios para garantizar el cumplimiento de las normas.
El daño (D) es el perjuicio ocasionado en la salud, patrimonio, integridad o vida de uno o varios afectados. Este daño para poder ser valorizado en el marco de una graduación de sanción debe haberse producido como consecuencia de una infracción. 
La probabilidad de detección (p) es un valor que representa, de manera integral, la percepción del infractor respecto de cuál es el esfuerzo que realiza el Estado para descubrir la comisión de la infracción y hacer efectivo el castigo. Por lo tanto, guarda relación con la capacidad o recursos que destina el Estado a la identificación de infracciones.
Tanto el factor B como el factor D son la base para la cuantía de la multa, el factor p es el denominador en la fórmula del cálculo, por lo que disminuirán la magnitud de las multas a imponer; en la medida que el valor de la probabilidad sea más alto. Con lo cual, si un incumplimiento resulta más observable (detectable), el valor de la sanción que amerita se encontrará más cercano a la cuantía del beneficio o daño; en cambio, la cuantía de la sanción tiende a incrementarse cuando los infractores perciban que existe una baja capacidad de detección por parte de la autoridad.
Los inicios de la fijación de sanciones sobre la base de criterios económicos datan del año 1999 a través de la entidad de fiscalización ambiental americana Environmental Pollution Agency (EPA), que mediante la implementación del Ben Model determina las multas en función al beneficio ilícito del infractor, para los casos que proceden ya sea de la postergación o no realización de inversiones[1]. 

## Cálculo de sanciones en el Perú
En el Perú, el cálculo de sanciones sobre la base de criterios económicos se inicia con el Organismo Supervisor de la Inversión en Energía y Minería (OSINERGMIN)[2], aquí se establece una fórmula general para la cuantificación del beneficio ilícito, adicionándole un porcentaje del daño y la probabilidad de detección, además de otros factores de graduación de la sanción. La fórmula general (Beneficio y/o Daño entre probabilidad por factores atenuantes y agravantes) ha sido el punto de partida sobre el que se han ido construyendo otras metodologías en otras entidades, observándose una evolución pasando de esquemas sancionadores generales en los que cada sanción se calcula de manera ad hoc (caso de Osinfor[3], SUNASS[4] y Oefa[5]) hasta propuestas más elaboradas como las presentadas por Indecopi en las publicaciones de Montes, Mori, Torres y Yui (2015)[6]. A diferencia de otras metodologías, que suelen ser más generales, en estas últimas se puede apreciar que están dirigidas a temas más específicos, en el que partiendo de un análisis integral (tanto del marco legal, de las características de los administrados y la información disponible para determinar la cuantía de las sanciones), se concluyen en esquemas personalizados, de menor complejidad en su ejecución y respetando el marco teórico económico ya mencionado. 
Con lo cual, el cálculo de sanciones con criterios económicos ha alcanzado una alta difusión, debido a que es posible realizar cálculos inmediatos de la sanción en la medida que se encuentran ya predefinidos los factores a utilizar, mejorando con ello la predictibilidad que debe existir en el cálculo de las sanciones y facilitando su aplicación con el uso de programas informáticos para calcular las mismas.
La agenda pendiente en el marco de las sanciones se encuentra marcada por dos aspectos aun en desarrollo, el primero está relacionado con la construcción de la probabilidad de detección sobre el que no existe literatura y por último el rol de las sanciones como parte de las estrategias de enforcement y la introducción de la economía conductual.